# メダルのガンマン
『メダルのガンマン』は、2010年にセガから発売されたメダルゲーム機である。
使用基板はRING WIDE。

## 概要
昔の西部開拓時代をモチーフとしたガンシューティングメダルゲームである。キャッチフレーズは「片手にメダル、片手にガン。」全部で6ステーションあり、ガンコントローラーは2丁ずつある。上にはメインモニターがあり、ビッグ賞金首が張り出されており、常時回転している。メインモニターの裏側にはタルスロットがある。

## ゲーム内容

### 射的モード
ゲームのメインになるモード。メダル挿入口からメダルを入れるとクレジットが増加する。クレジット1に対し発射できる弾は1発である。画面上に出てくるターゲットを倒すとルーレットストックが1つ溜まり、画面上部のルーレットが回転を始める。またストックが最大保持数の12個ある状態でターゲットを撃つと、ストックのどれかが紫色の「当選確定」に変わることがある。この場合、必ず何かが当たる。
- ルーレットの中身
  - メダル0枚：はずれ。
  - メダル1枚、3枚、5枚：数字の枚数のメダルがクレジットに増加される。
  - 金銀バッジ：捜索モードに挑戦できる。体力ターゲットを倒した際に出現することもある。
  - ホースステップ：ステージが移動する。

また突然「チャンス」と宣言される場合がある。このときに現れるドル袋を撃つとメダルを獲得できる。さらに宝箱が出現すると3発撃てばメダルを獲得。またさらに運が良ければ宝箱の中から、各種バッジ（上記同様捜索モードに挑戦できる）や、鐘が出現することがある。鐘の場合は上のメインモニターに表示され、鐘は撃つたびにメダルを落としていく。壊れるまで撃つことが可能で、壊れると一気に多くのメダルを落とすが、108回撃っても壊れなければ、さらに大量メダルの獲得が期待できるタルスロットに挑戦できる（ルールは「早撃ち牧場」から挑戦できるものと同様）。
またターゲットには3種類ある。
- 通常ターゲット：一発で倒せる。撃つことでルーレットストックが一つ増加。
- 爆弾ターゲット：両手にダイナマイトを持っており、撃つと画面上にいる通常ターゲットを吹き飛ばすと同時にメダルに変わる(0枚のハズレメダルに変わる場合もあり)。
- 体力ターゲット：5発撃たないと倒れない。倒すと必ず5枚以上のメダルを獲得できる。また、倒すと同時に金銀バッジを獲得できる場合がある。

### 捜索モード
金か銀のバッジがルーレット抽選で当たるか、体力ターゲットを倒した際に出現するとこのモードに突入する。ここではメダルの消費はない。画面上に出てくる敵を倒していく。ただし敵からの攻撃（銃で撃たれる・物で殴られる等）を受けるとタイムが5秒減る。また撃ってはいけない一般人（トーマス）も存在し、誤射した場合も即座にタイムが5秒減るが、敵の頭部を撃てばヘッドショットとなりタイムが1秒増加する（ちなみに、これらのタイムの増減数は初期設定で、店側が設定可能）。
ノルマ人数分の敵を倒すか、タイムアップになると終了。その後撃った敵の数の分、取り調べが始まる。敵は0・1・3・5枚のメダルかWANTEDのメダル(W・A・N・T・E・Dが1文字ずつの計6文字。全て集めると下記の決闘モードに発展する)を持っている。またステージ中に一回も攻撃を受けていなければ、ノーダメージボーナスとして0枚のメダルを持っている敵の中からさらに5人の再取り調べがある。

#### 各ステージの概況
- 金バッジ（室内戦）：制限時間90秒・ノルマ数50人
- 銀バッジ（野外戦）：制限時間60秒・ノルマ数30人

#### 捜索モードの敵
- ノーマル悪党：茶色の帽子と赤い服が特徴。最も多く出現する。
- 素早い悪党：素早く動きながら攻撃を仕掛けてくる。数人程度出現する。
- タフな悪党：装甲を身に着けており一発では倒せない。装甲を壊してから撃てば倒せる。数が少なく、出現しないこともある。

### 決闘モード
捜索モードでWANTEDのメダルが集まると賞金首との対決が始まる。賞金首にはレギュラーとビッグの2種類存在し、レギュラーの賞金額は100枚で固定。ビッグの賞金額は、筺体上部のモニターに表示されている。制限時間は99秒で、時間内に対戦相手のライフを0にすれば勝利。なお、敵はライフの残りに応じて、攻撃・戦法を変えてくる。
捜索モード同様にメダルの消費はない他、ダメージを受けたり、一般人誤射でタイムがマイナスされる。ただし捜索とは異なり、ヘッドショットによるタイム増加はない(賞金首、手下の悪党どちらにも適用されない)。
タイムアップの場合は賞金首は逃亡し、チャレンジボーナスとして一律50枚送られる。
なお捜索モード中に賞金首に遭遇する場合もあり、遭遇時は直接決闘モードに発展する(ただし、それまでに貯まっていたWANTEDが増減することはない)。

### 賞金首
賞金首は全部で10組存在し、そのうちの3組はビッグ賞金首になっている。ビッグ賞金首が倒された場合、その枠に別の賞金首がビッグ賞金首に指定され参入してくる(開始枚数はランダムだが、その最低枚数は店側が設定可能(最低初期値は200枚))。なお、ビッグ賞金首は、プレイしているときに少しずつ賞金増額がある（10枚ずつ）。ビッグ賞金首に逃げられた場合、その賞金首の金額(枚数)が、一気に50枚以上も増加する（こちらの額もランダムで、最低増加枚数も店側が設定可能）。

#### 賞金首リスト
- トミー・ザ・ゴッド：室内でポーカーをしている。少しオカマ口調で喋るが、怒りが頂点になると関西弁になる。動きがとにかく機敏。また、民間人(トーマス)に紛れ込んでモノマネを仕掛けたりもする。
主な罪状は結婚詐欺。キャッチコピーは「かなりお茶目な極悪人!!」
- クラッシャー・キメラ：自分の子分を自分で倒しておきながら、プレーヤーが悪いと思い込み肉弾戦を仕掛けてくる。10組の中でダントツの体力を持つ。
主な罪状は器物損壊。キャッチコピーは「人間弾丸!!」
- クラウン・ゲイシー：室内にある厩舎で無許可でサーカスの営業をしている。「恐怖の弾丸ショー」と称し、玉乗りしながらの射撃・ロープに掴まり動きながらの射撃・クラブ投擲といった多彩な攻撃を披露してくる。
主な罪状は営業妨害。キャッチコピーは「玉乗り悪童!!」
- ミスター・クローリー：酒を飲んでいるところをうるさくされたとして襲い掛かってくる。素早く動きながらのナイフ投げ攻撃を仕掛ける。
主な罪状は家宅侵入。キャッチコピーは「投げたナイフがデンジャラス!!」
- ハーリー・ブラザース：兄弟ならではの連携や、数の利を活かした攻撃が得意。最後は「例の攻撃」と称した、2人で至近距離からの乱射攻撃をしてくる。
主な罪状は銀行強盗。キャッチコピーは「伝説の極悪兄弟!!」
- ビッグ・ボーン：建物などを無差別に火炎瓶で燃やす悪党。プレーヤーを次の獲物として攻撃してくる。
主な罪状は無銭飲食。キャッチコピーは「バクレツ爆発!!」
- キング・サンチョ：愛馬ヨンチョの上に乗り、ものすごいスピードで攻撃する。歌いながら登場し、名古屋弁で喋る。
主な罪状は駅馬車強盗。キャッチコピーは「極悪非道なマリアッチ!!」
- ビッグ・トゥース：名前とキャッチコピーに違わぬきれいで巨大な歯が特徴。射撃の他にも、樽を投げつけて攻撃してくる。
主な罪状は不法投棄。キャッチコピーは「歯だけがキレイ!!」
- バロン・ド・ノワール：カールマートを強盗しているところを邪魔立てされたとして攻撃してくる。人質を盾にしたり、屋根に隠れて狙撃するなど卑劣な戦法を用いる。巻き髭が特徴。
主な罪状は商店強盗。キャッチコピーは「悪徳男爵!!」
- ホトケ・ザ・マミー：ミイラのような格好をしている。最初は射撃で攻撃してくるが、体力が減ると包帯を外し、空中に浮遊しワープを繰り返しながらどくろを投げつける攻撃に移る。名が仏であるからなのか、決闘中はしゃべる事はない。
主な罪状は墓荒らし。キャッチコピーは「神出鬼没!!」

## ステージ
射的モードで馬（ホースステップ）が当たると、ステージが移動する。ステージは全部で5つあり、最終ステージまで進めると「早撃ち牧場」へと進み、自動的に早撃ち対決への挑戦となる。早撃ち対決を終えた場合は最初のステージに戻る。
- 荒くれ荒野：夕焼けの荒野のような場所。最初のステージであるためか、ターゲットの出現数がやや少なめ。
- ドクロ渓谷：人間や動物の骨がそこらじゅうに散らばる谷。ターゲットもガイコツ風。
- 不自由ヶ丘：太陽が照る丘。ターゲットはメキシカン風。
- 追剥ぎ林道：うっそうと茂っている林。木や舞い散る木の葉が射的の邪魔をすることがある。
- アレマ砦：砦の跡地のような場所。城壁の後ろをターゲットが移動することもある。
- 早撃ち牧場：射的モードは存在せず、ジミーとの早撃ち対決となる。詳しくは下記参照。

### 早撃ち対決
馬が当選してステップが最終ステージ「早撃ち牧場」に辿り着くと挑戦できるゲームで、捜索･決闘モードと同じくメダルの消費はない。内容はクイック・ジミーとの早撃ち対決である。
ルールは画面上に「撃て」の指示が出た瞬間に撃ち、相手のジミーよりも早く撃てば勝利となる（この時、先にジミーにヒットさせられたり、弾を外したりすると敗北。「撃つな」といったフェイクの指示が出ることもある）。「撃て」の指示が出ていない時に発射するとミスとなり、再挑戦になるが、ミスが可能なのは二回までで、三回目でミスした場合は自動的に敗北となる。
見事勝利するとルーレット抽選が行われ、ジミーが倒れた役の配当が貰える。役の配当はメダル25枚・50枚・75枚、そしてタルスロットとある。なお、メダル25枚が当選した場合はランダムで復活演出に発展し、その場合メダル25枚かタルスロットのどちらかが当選する。
- クイック・ジミー：早撃ちの世界では名を馳せる人物で、早撃ち牧場の主。自称「早撃ちキング」。キャロラインという名前の最愛の人がいる。

#### タルスロット
早撃ち対決でタルスロットが当たるか、射的モード中に出現した鐘を108回撃っても壊れなかった場合に挑戦できる。全部で3ラウンドあり、スロットの揃った絵柄に応じてメダルが獲得できる。

## ガンマンスコアとカールマート

### ガンマンスコア
射的モードでは、ターゲットを破壊するごとにガンマンスコアと呼ばれる得点を獲得できる。ターゲット1体につき1点。さらに途中に出てくる高得点ターゲット（ハゲタカ・UFOに乗った宇宙人・鳥・蜘蛛・蝙蝠の五つ。出現する物はステージごとに固定）を倒せば一気に20点も稼げる。そして1000点貯めると、自動的に「カールマート」へ行きお買い物ができる。

### カールマート
カールマートでは以下の4つの項目から選択できる。
- 「ガトリングガン60秒間撃ち放題！！」：直後の射的モードで60秒間、メダルを消費せずガトリングガンを撃つことができる(トリガーを引きっぱなしで連続で弾が撃て、リロードしなくても即座に弾が装填される)。この間は通常時とは異なり、敵を破壊してもルーレット抽選が行われず、メダルを出すのみである(0枚か1枚)。大きな期待はできないが、敵をコンスタントに破壊できれば安定してメダルを貰える。
- 「ショットガン60秒間撃ち放題！！」：使う武器がショットガンである(弾一発の攻撃範囲が広い、最大装填弾数が2発である)点以外はガトリングと同様。こちらも安定した選択肢。
- 「何かいいことが起こるかも・・・？」(女神像以外) / 「絶対、何かが起こる！！」(女神像)：アイテムを獲得できる（首飾り・羽の生えた装飾品・トーテムポール・女神像）。一定確率で高確率状態に移行することがあり、その確率はアイテムにより様々である。但し、滅多に入荷されない女神像は、選択肢にもある通り、必ずイベントが起きる。
- 「ひとまず・・・、メダルをくれ！！」/「とりあえず・・・、メダルをくれ！！」/「ナニはともあれ、メダルをくれ！！」：店主からメダルをもらえるが、枚数はランダムで、100枚以上貰えることもあれば、1、2枚と雀の涙程度しか貰えないこともある(ガトリングやショットガン以上になることもあれば、それ以下になる事態も考えられる)。ギャンブル性が高い選択肢と言える。店主の台詞から察するに、店主を脅してレジのメダルを奪っている模様。

また店主の言うことで少しだけ今後の内容が変わることがある。

## リングカラー
画面上部のルーレットの内側にあるリングカラーがゲーム中に変化することがある。全部で6色存在し、それぞれ意味合いがある。
- 赤：通常の状態
- 黄色：高確率状態（当確が溜まりやすい、ルーレットで価値の高い役（馬やバッジ、3・5枚）が当たりやすい状態）であることを示唆。赤→黄色→赤→黄色･･･と連続で変わるほど、高確率状態である可能性が高い。
- 白：この状態で捜索モードに入ると高確率で賞金首に遭遇（ただしレギュラー賞金首の可能性が高い）
- 黒：BIG賞金首に遭遇する確率が高いことを示唆。なお、WANTEDが揃った後の抽選か、捜索中に直接遭遇するかはランダム。勿論遭遇しない場合もあり。
- 青： 超低確率状態(当確が溜まらない）
- 緑： 低確率状態(当確が溜まりづらい）

## バージョンアップ
2010年6月からver1.1となり、以下の要素が追加された。
- 射的モードで0枚の場合、動物が描かれた予告メダルが出現するようになった(出現しない場合もあり)。全部で5種類存在し、何かしらの意味を持つ。
  - ネズミ(RAT)：頻繁に出現すると、金・銀バッジかホースステップの当選を予告。
  - 蛇(SNAKE)：頻繁に出現すると、高確率状態であることを示唆。
  - サソリ(SCORPION)：不明
  - バッファロー(BUFFALO)：不明
  - グリズリー(GRIZZLY)：出現すると次回の賞金首はビッグが確定する。
- 決闘モードでノーダメージクリアを果たした場合、ノーダメージボーナスとして10枚のボーナスメダルが出るようになった。
- ルーレットの針の色もリングカラーの色と同じになった。
- 早撃ち牧場で「撃て」「撃つな｣の他に「待て」という指示も出るようになった。
- 早撃ち牧場で0.40秒未満でジミーに勝利するとFAST DRAWとなり、激アツ演出に発展。メダル25枚当選後、必ず復活演出が発生する。
- 上にあるメインモニターの下部に、ゲームに関した様々な記録（賞金首の最短撃破時間、過去の最高メダル獲得数、賞金首の逃亡回数ランキング、早撃ち対決における最速タイム、ガトリングやショットガンタイム時の最多破壊数など）がテロップで出るようになった。
- ビッグ賞金首の賞金額(枚数)が500枚を超えると、枚数の数字が虹色に変わるようになった。

## ボイスアクター
- メインナレーター：レニー・ハート
- その他賞金首の声優：千葉繁